# Ubuntu Netbook Edition
Ubuntu Netbook Edition (anciennement Ubuntu Netbook Remix) est une distribution spécifique d'Ubuntu optimisée pour les netbooks équipés du processeur Intel Atom (et autres processeurs Intel).
L'édition « desktop » (de bureau) d'Ubuntu utilisera l'environnement de bureau Unity par défaut à partir de la version 11.04 Natty Narwhal. Cette édition netbook a donc été fusionnée au projet Ubuntu global.

## Spécifications
Ubuntu Netbook Edition s'appuie sur la distribution standard d'Ubuntu, à laquelle est ajouté un système de lancement de logiciels optimisé pour les netbooks. Depuis la version 10.10 c'est Unity qui joue ce rôle.
Canonical collabore avec Moblin (Mobile Linux Internet Project) pour optimiser la distribution aux particularités techniques des netbooks, qui sont équipés de matériels moins puissants et de batteries de longue durée.

## Matériel
Ubuntu Netbook Edition est intégré dans les netbooks suivants : 
- Sylvania G Netbook Meso[2]
- Toshiba NB100[3]
- System76 Starling Netbook[4]
- Archos 10

Configuration requise
| Processeur | RAM                    | Espace disque                            |
| ---------- | ---------------------- | ---------------------------------------- |
| Intel Atom | Au moins 384 Mo de RAM | 4 Go d'espace disque (SSD) ou disque dur |

## Applications

### Standard
- Navigateur web - Firefox 3
- Client de messagerie - Evolution
- Messagerie instantanée - Empathy
- Lecteur multimédia - Rhythmbox
- Lecteur d'eBook - FBReader
- Lecteur RSS - Liferea
- Visualisation de photos - F-Spot
- Suite bureautique - OpenOffice.org

### Optionnel
- Adobe Flash
- Adobe Reader
- Java Virtual Machine
- Skype

### Codecs
- MPEG4 (H.264)
- MP3
- AAC
- Windows Media

## Variantes
Dell Ubuntu Netbook Remix est faite spécifiquement pour le profil matériel du Inspiron Mini 9. Elle inclut une interface personnalisée, un lanceur d'applications et des codecs non libres tels que MPEG4 et MP3. Cette variante est vendue depuis le 22 septembre 2008.